# Danilo Kiš
Danilo Kiš (serbio cirílico: Данило Киш) (Subotica, 22 de febrero de 1935-París, 15 de octubre de 1989) fue un escritor serbio.

## Biografía

### Los primeros años
Danilo Kiš nació en Subotica, una pequeña localidad serbia, entonces parte del Reino de Yugoslavia, cercana a la frontera con Hungría. Su padre era Eduard Kiš (Kiss Ede), un judío húngaro que trabajaba como inspector de los ferrocarriles, y su madre, Milica Kiš (de soltera Dragićević), era nativa de Cetiña, en Montenegro. Su familia se trasladó más tarde a Novi Sad, en Voivodina.
La ciudad, ocupada por las tropas del Eje en 1941, fue escenario al año siguiente de una matanza perpetrada por tropas húngaras, en la que fueron asesinados numerosos serbios y judíos, y, entre ellos, algunos amigos de Kiš. Durante la Segunda Guerra Mundial, el futuro escritor perdió a su padre y a casi todos sus familiares, muertos en diferentes campos de concentración nazis.
Su madre se trasladó a Hungría, al pueblo de Kerkabarabas (condado de Zala, suroeste del país) en el que residía la familia de su marido, llevando consigo a Danilo y a su hermana mayor, Danica. Terminada la guerra, la familia fue repatriada gracias a la Cruz Roja, y se instaló en Cetiña. Fue en esta localidad de Montenegro (entonces parte de Yugoslavia) donde Kiš terminó sus estudios secundarios en 1954.

### Trayectoria literaria
Kiš estudió literatura en la Universidad de Belgrado, y se graduó en 1958, formando parte de la primera promoción de licenciados en literatura comparada de la universidad. Fue miembro destacado de la revista Vidici, en la que trabajó hasta 1960. Viajó varias veces a París y trabajó como lector en la Universidad de Estrasburgo (1962-1964).
En 1962 publicó sus primeras dos novelas, La buhardilla y Salmo 44, ambas aparecidas en la editorial Kosmos. Por entonces tradujo también al serbio a autores franceses (Baudelaire, Verlaine, Lautréamont, Queneau), a los rusos (Anna Ajmátova, Aleksandr Blok) y a húngaros. 
Luego publicó sus libros más conocidos: en 1965 apareció Jardín y cenizas; en 1969, Penas precoces; y en 1972, Reloj de arena y los ensayos de Po-etika.
En 1973 recibió por El reloj de arena el prestigioso Premio Nin, que devolvería años después por motivos políticos. Entre 1973 y 1976 fue lector de serbocroata en la Universidad de Burdeos. Dramatiza para la TV La maleta de madera de Thomas Wolfe.
Fue víctima de una dura campaña por parte de la Unión de Escritores en Yugoslavia, que lo acusó de plagio por haber incluido testimonios de Steiner y Kravtchenko, entre otros, en Una tumba para Boris Davidovich, de 1976 (obra que más tarde sería adaptada al teatro). En su libro no había personajes yugoslavos: eran rusos, polacos, húngaros, rumanos e irlandeses (todos ellos de familias judías). Desde 1978 respondería a esas y otras infamias de un modo originalmente creador en Lección de anatomía y en los textos póstumos agrupados hoy en Homo poeticus. Sus argumentos novelados son contundentes y de hecho logra en buena medida silenciar a sus adversarios.
En 1979 tomó la decisión de instalarse definitivamente en Francia. Vivió en París hasta la muerte y fue lector de serbocroata de la Universidad de Lille entre 1979 y 1985. En los años siguientes, recibió numerosos premios por su actividad literaria, que lograba ya alcance internacional. En 1986, año en que publicó su obra La enciclopedia de los muertos, fue nombrado Caballero de las Artes y las Letras de Francia.
Su obras fueron publicadas en 10 volúmenes en serbio. 
Danilo Kiš falleció de cáncer de pulmón en París el 15 de octubre de 1989, a los 54 años de edad. Sus restos fueron trasladados a Serbia, donde fue enterrado en el Nuevo Cementerio del Belgrado.

## Obra
- Mansarda: satirična poema (1962). Tr. esp. La buhardilla. Poema satírico. Madrid, Opera Prima, 2002. ISBN 978-84-95461-18-6
- Psalam 44 (1962). Tr. esp. Salmo 44, Barcelona, Acantilado, 2014. ISBN 978-84-16011-29-2
- Bašta, pepeo (1965); Tr. esp. Jardín, cenizas.
- Rani jadi: za decu i osetljive (1970). Tr. esp. Penas precoces, Barcelona, El Aleph, 2000. ISBN 978-84-7669-409-1
- Peščanik (1972). Tr. esp. El reloj de arena, Barcelona, El Aleph, 2002. ISBN 978-84-7669-576-0. Los libros Jardín, cenizas, Penas precoces y El reloj de arena se han incluido en el volumen Circo familiar, Barcelona, Acantilado, 2007. ISBN 978-84-96834-21-7
- Po-etika (1972), ensayos
- Po-etika, knjiga druga (1974), ensayos
- Grobnica za Borisa Davidoviča: sedam poglavlja jedne zajedničke povesti (1976). Tr. esp. Una tumba para Boris Davidovich, Barcelona, Acantilado, 2006. ISBN 978-84-92649-58-7; prólogo de Joseph Brodsky. Relatos
- Čas anatomije (1978). Tr. esp. Lección de anatomía, Barcelona, Acantilado, 2013. ISBN 978-84-15689-25-6
- Noć i magla (1983);
- Homo poeticus (1983). Tr. esp. Homo poeticus. Ensayos y entrevistas, Acantilado, 2017.
- Enciklopedija mrtvih (1983). Tr. esp. Enciclopedia de los muertos, Barcelona, El Aleph, 2006; Barcelona, Acantilado, 2008. ISBN 978-84-96834-59-0
- Gorki talog iskustva (1990)
- Život, literatura (1990)
- Pesme i prepevi (1992)
- Lauta i ožiljci (1994). Tr. esp. Laúd y cicatrices, Madrid, Metáfora, 2001. ISBN 978-84-931418-8-2; libro póstumo con textos de 1980-1986. Barcelona, Acantilado, 2009. ISBN 978-84-92649-25-9
- Skladište (1995)
- Varia (1995)
- Pesme, Elektra (1995)

## Premios
Danilo Kis está traducido a más de una docena de lenguas. Obtuvo los siguientes premios: en NIN (1973), el Ivo Andric (1984), Le Grand Aigle d'Or, de Niza (1980), Preis des Literaturmagazins (1988), Premio di Tevere (1988), el Bruno Schulz (1989). 